# Iskatielej
Iskatielej – osiedle typu miejskiego w Rosji, w Nienieckim Okręgu Autonomicznym. W 2010 roku liczyło 6881 mieszkańców.